# Tsapko
Tsapko (en rus: Цапко) és un poble de l'óblast de Sakhalín, a l'Extrem Orient de Rússia, que en el cens del 2010 tenia un habitant. Pertany al districte de Makàrov.